# Der Teufel und die Zehn Gebote
Der Teufel und die Zehn Gebote ist ein französisch-italienischer Episodenfilm aus dem Jahre 1962. Regisseur Julien Duvivier versammelte hier einen Großteil der französischen Filmprominenz vor der Kamera. Es wirken in alphabetischer Reihenfolge unter anderem Charles Aznavour, Jean-Claude Brialy, Danielle Darrieux, Alain Delon, Fernandel, Louis de Funès, Micheline Presle, Michel Simon und Lino Ventura sowie der Hollywoodstar Mel Ferrer mit.

## Handlung
Der Teufel führt in der Gestalt einer Schlange durch die folgenden Episoden und kommentiert diese. Er will sich selbst damit als bessere Alternative zu dem christlichen Glauben und seinen Wertvorstellungen beweisen.
Erste Episode: Du sollst nicht fluchen

Der bullige und ein wenig ungehobelte Jérôme Chambard ist als eine Art Mädchen für alles in einem Nonnenkloster tätig, da er nicht länger im Haushalt seines Sohnes, wo es ständig Querelen gab, leben will. Im Konvent hilft er gern aus, sowohl bei den alltäglichen Verrichtungen als auch bei allen anliegenden Reparaturen. Sein Hang zu Flüchen allerdings ist für die Bewohnerinnen, allesamt gottgläubige Ordensschwestern, ein Quell ständiger Empörung. Eines Tages hat die Klostervorsteherin, Mutter Oberin, genug und beabsichtigt, den groben Klotz der Ordensstätte zu verweisen. Jérôme hat jedoch Glück im Unglück: 

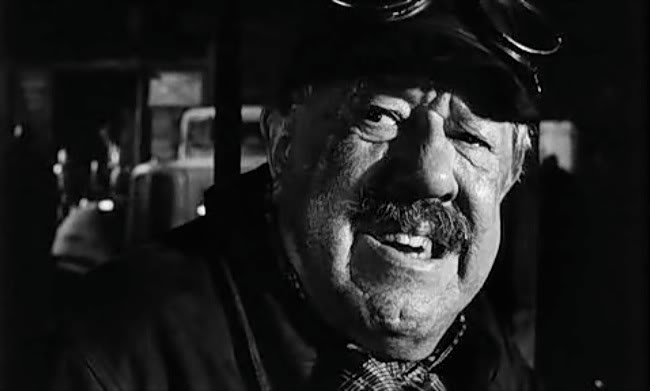
Star der 1. Episode: Michel Simon

 Monsignore Troussemier, seines Zeichens Bischof, befindet sich derzeit auf Visite im Kloster. Er erkennt in dem lästerlichen Monsieur Chambard seinen alten Jugendfreund Héctor. Bald finden Chambard und der Bischof zu alter Kindheitsvertrautheit zurück und tauschen sich bei einem Festmahl über die Streiche aus, die sie damals begangen hatten. Als die Oberin den anstehenden Verweis Chambards anspricht, da er ein pöbelnder Grobian sei und nicht einmal die Zehn Gebote kenne, kommt Monseigneur eine glänzende Idee: Wenn Chambard die Zehn Gebote lernen würde, dürfe er in den Klostermauern bleiben. Da aber meldet sich der Teufel in Gestalt der Schlange zurück, verhöhnt Kirche und Glauben und fordert somit alle anderen heraus.
Zweite Episode: Du sollst nicht begehren, keine Unzucht begehen und die Fleischeslust soll nur in der Ehe herrschen
Um an ein kostbares, 300.000 neue Francs teures Brillantcollier zu kommen, ein ebenso edles wie qualitativ ungewöhnliches Unikat, betrügt die wenig betuchte Françoise Beaufort ihren deutlich älteren Mann Georges, einen notorisch erfolglosen Dramatiker, mit dem smarten und attraktiven, jungen Amerikaner Philip Allan. Pikanterweise ist er der Gatte von Françoises Freundin Micheline, für die Philip die Halskette gekauft hatte. Dann versteckt sie die kostbare Halskette Francoise zwischen soeben gekauftem, billigen Modeschmuck, damit sie nicht weiter auffällt. Der gesamte Schmuck landet in einer Tasche, die Françoise bei der Aufbewahrung in einem Bahnhof abgibt. Ihrem Mann erzählt Francoise, dass sie einen Aufbewahrungsbeleg gefunden habe. Georges solle zum Bahnhof fahren, um den dortigen Gegenstand entnehmen. Wieder zurück daheim, wartet schon Micheline vor der Tür, weil sie Françoise besuchen will. Georges lässt sie hinein. Als Françoise abends nach Hause zurückkehrt, muss sie mit Schrecken erkennen, dass das kostbare Collier Michelines Hals schmückt während der wertlose Modeschmuck auf dem Boden verstreut liegt – ein untrügliches Zeichen dafür, dass Georges sie mit Micheline betrügt.
Dritte Episode: Du sollst nicht töten

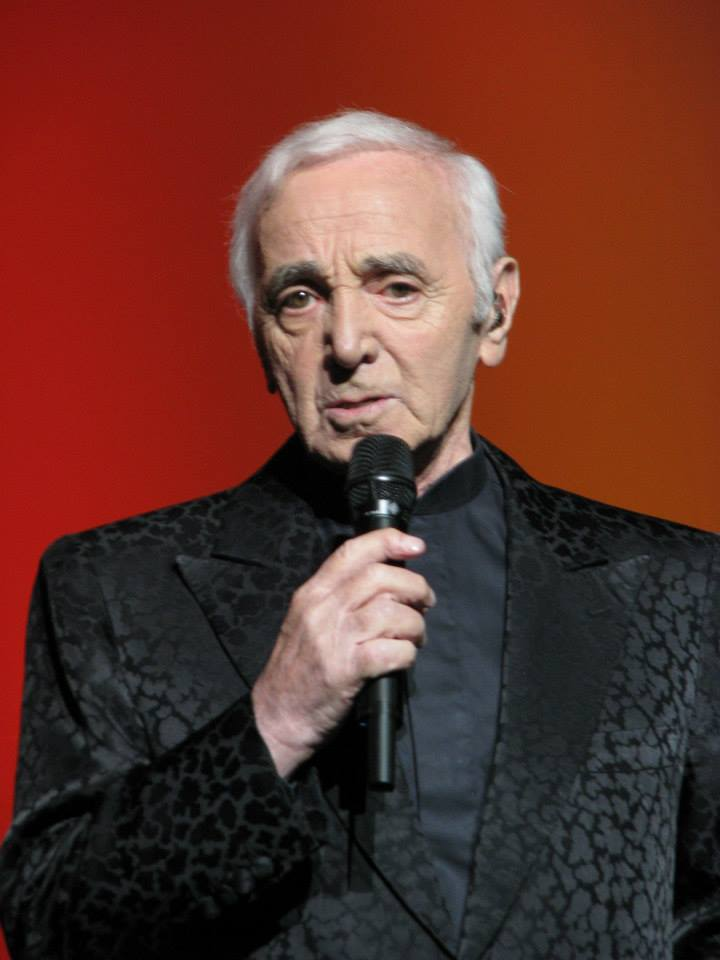
Star der 3. Episode: Charles Aznavour

Die Schwester des angehenden Priesters Denis Mayeux, Catherine, begeht aus Verzweiflung Selbstmord. Schuld daran trägt der Zuhälter Garigny, ein mieses Subjekt und übler Verbrecher, der sie einst zur Prostitution verleitete. Denis, der Catherines Abschiedsbrief erhalten hat, in dem sie Garigny als Schuldigen für ihr Elend bezichtigt, will auf seine Gelübde verzichten, um seine Schwester zu rächen, indem er Garigny der Polizei zuführt. Er soll sein Leben lang einsitzen, so plant es der Seminarist. Doch was, wenn Garigny bereits nach wenigen Monaten Gefängnis wieder in Freiheit kommt? Denis weiß, dass er für das Gelingen seines Plans den höchsten Einsatz geben muss: das eigene Leben. Und so provoziert Denis, der sich als Kellner im Restaurant Alexandre einen neuen Beruf ausgesucht hat, Garigny derart regelmäßig, dass dieser langsam aber sicher die Nerven verliert und Denis bedroht. Doch der lässt sich nicht einschüchtern und geht unbeirrt seinen Weg weiter. Da er Garigny nicht selbst richten darf, weil dies seinem christlichen Glauben und dem Gebot „Du sollst nicht töten“ widerspricht, muss er Garigny selbst zu einer Straftat verleiten. Nach einer heftigen verbalen Auseinandersetzung erschießt der Gangster Denis Mayeux von hinten. Sekunden später betritt Polizeiinspektor Louis den Raum und schießt Garigny nieder, der allerdings nur verwundet wird. Im Beisein von Louis stirbt Denis, dem die letzten Worte gehören.
Vierte Episode: Du sollst nur einen Gott anbeten

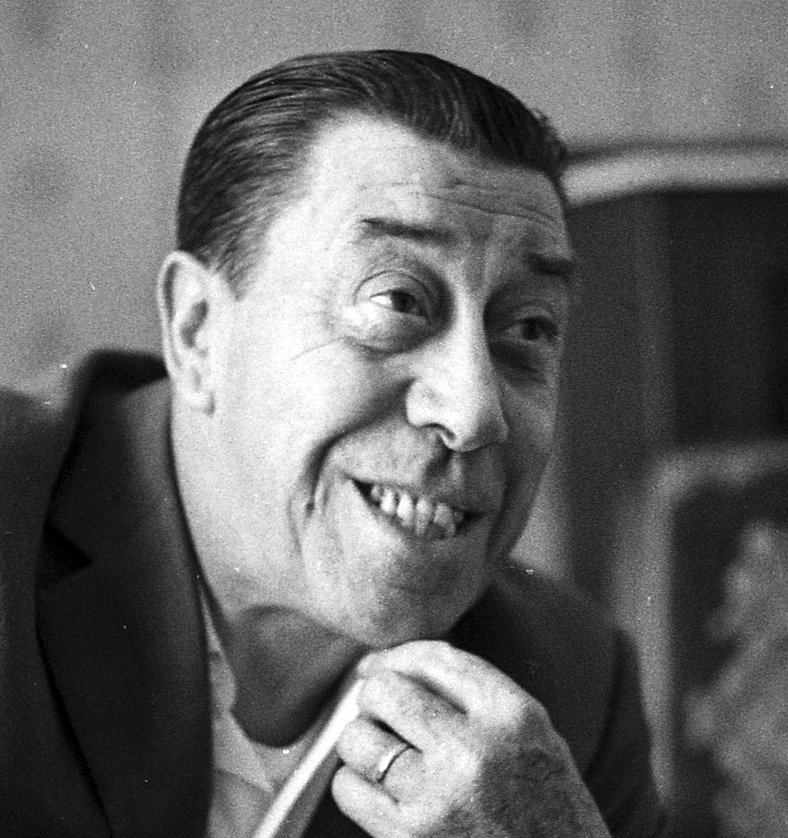
Star der 4. Episode: Fernandel

Ein kauziger alter Mann, der von sich behauptet, dass er Gott sei, taucht eines Tages im Spätwinter auf einem abgelegenen Bauernhof in der Auvergne auf. Dort vollbringt er angeblich ein Wunder, nämlich die Heilung des auf den Rollstuhl angewiesenen Großvaters Auguste, der allerdings seine Lähmung nur simuliert. Außerdem sorgt er dafür, dass die alte Großmutter, die unter starken Schmerzen leidet, von ihrer Qual erlöst wird. „Gott“ verlässt anschließend die Stätte wieder, nachdem die bettlägerige Oma für immer ihre Augen geschlossen hat. Dann aber wird er von Krankenpflegern einer psychiatrischen Klinik mit einem Auto wieder aufgelesen und zurückgebracht, denn der falsche Gott ist lediglich ein Patient, der aus dieser Klinik entwichen ist.
Fünfte Episode: Du sollst deinen Vater und deine Mutter ehren, und du sollst nicht lügen

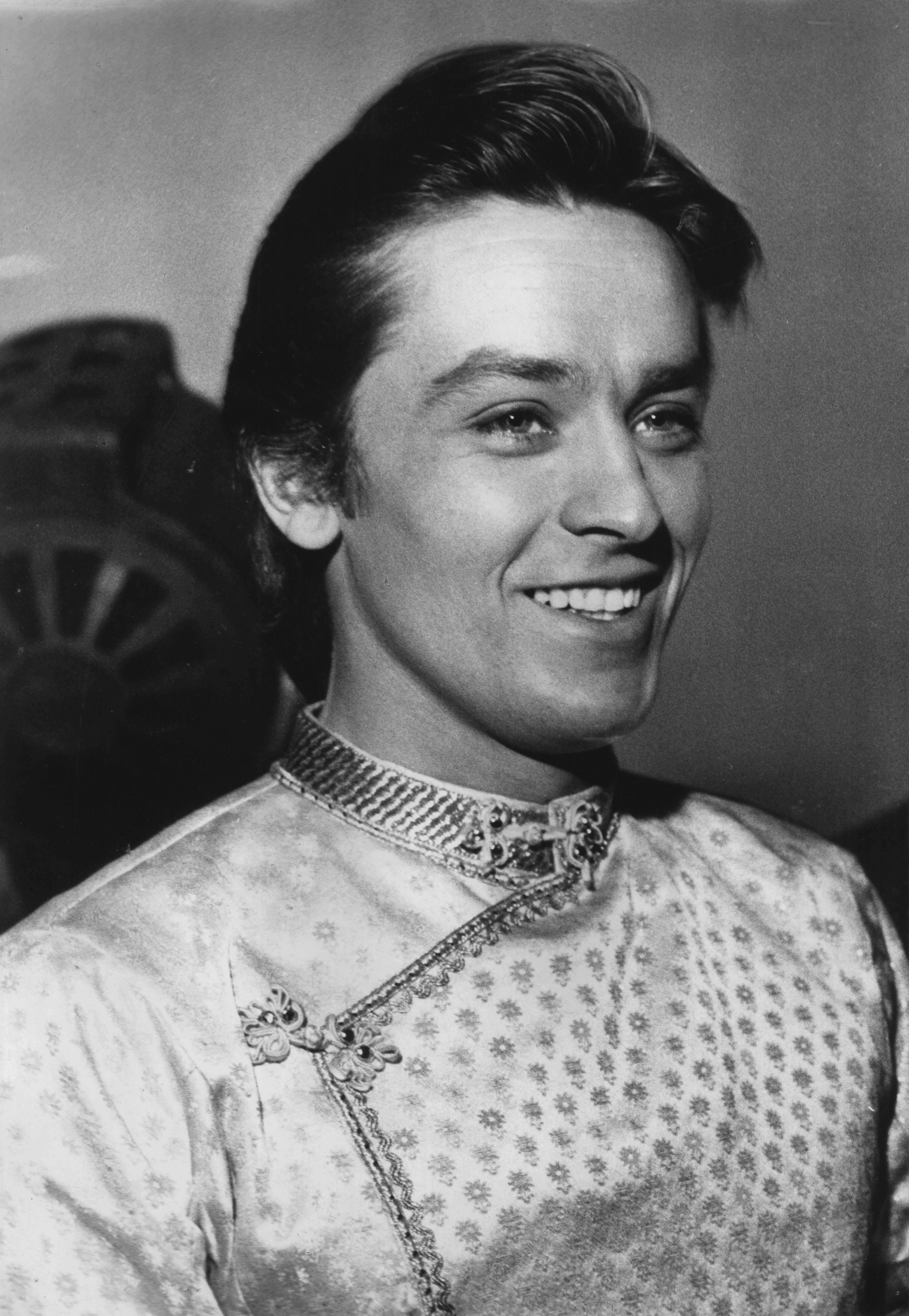
Star der 5. Episode: Alain Delon

Der noch sehr junge Student Pierre wohnt an der Küste der Normandie mit seinen Eltern, Germaine und Marcel Messager, in der familieneigenen Pension mit angeschlossenem Restaurant. Er möchte der Enge der Provinz und des Elternhauses entfliehen, nicht zuletzt weil er der ewigen Nörgelei der mürrischen Mutter überdrüssig ist und auch die Lethargie und Passivität des Vaters nicht mehr verstehen kann. Als Pierre sich mal wieder bei seinem Vater über seine quengelige Mutter beklagt, verrät Marcel Pierre, dass Germaine, die ihn großgezogen hat, nicht seine leibliche Mutter sei, sondern vielmehr die vornehme Clarisse Ardant, eine berühmte Schauspielerin in der Großstadt. Von Neugier getrieben, geht Pierre heimlich nach Paris und besucht dort die elegante Grande Dame im Theater, wo Clarisse gerade am Théâtre Sarah Bernhardt in William Shakespeares Der Widerspenstigen Zähmung auftritt. Als Clarisse Pierre sieht, glaubt sie, dass es sich bei dem jungen Mann lediglich um einen weiteren Bewunderer handelt und schenkt ihm zunächst wenig Beachtung. Sie lässt sich auf einen Flirt mit dem jugendlichen „Fan“ gern ein, ist aber vollständig überrascht, als Pierre Clarisse seine wahre Identität verrät. Daraufhin macht sie dem jungen Mann klar, dass Marcel Messager nicht sein leiblicher Vater sei. Den tatsächlichen Vater Pierres weiß sie beim besten Willen nicht mehr, hatte sie doch damals eine ganze Reihe von Liebhabern gehabt. Nach diesem Blick in menschliche Abgründe weiß Pierre, als er spätabends zu seinen Eltern heimkehrt, endlich, was wahre Elternliebe bedeutet und dass diese nicht von einer Blutsbande abhängt. Als er erzählt, dass er in Paris eine Frau getroffen habe, wird seine Adoptivmutter hellhörig und fragt nach „Welche Frau?“. Pierre blickt zu dem ein wenig besorgt schauenden Vater und antwortet seiner Mutter mit einem Lächeln: „Eine Frau ohne Bedeutung“.
Sechste Episode: Du sollst nicht stehlen

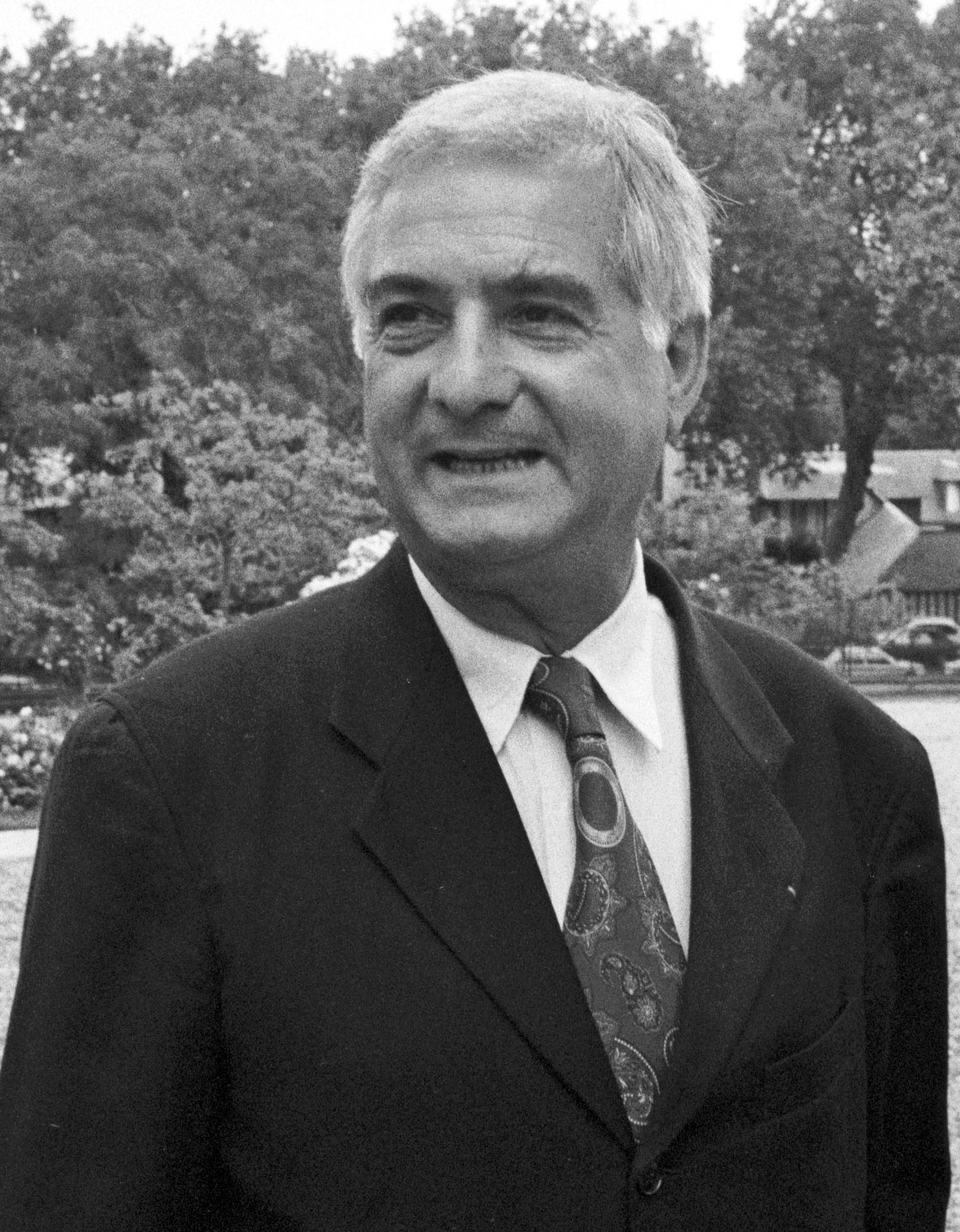
Star der 6. Episode: Jean-Claude Brialy

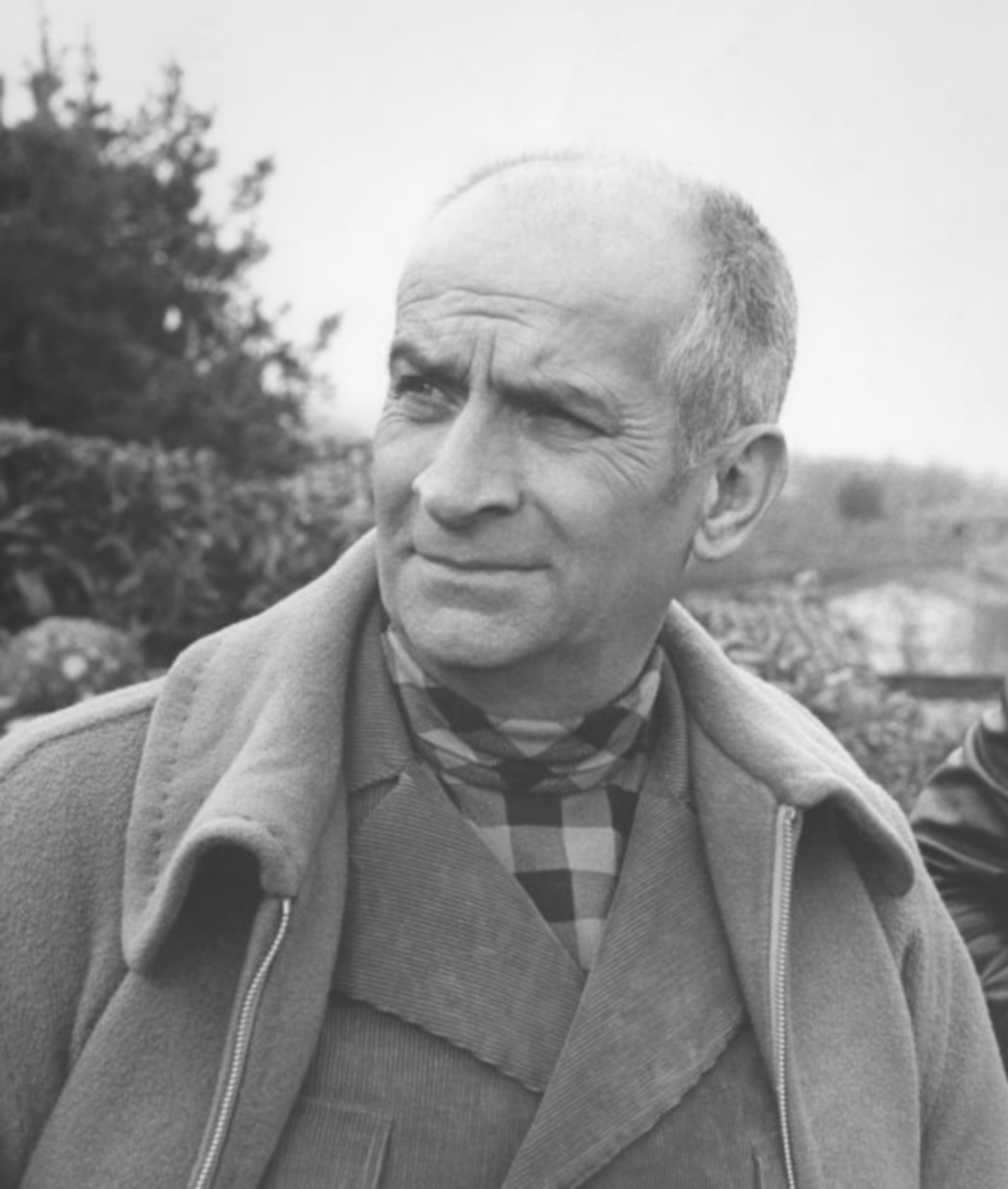
Brialys Co-Star: Louis de Funès

Didier Marin ist ebenso junger wie nonchalanter Angestellter bei einer Bank, der alles ziemlich leicht nimmt. Wegen einer Nachlässigkeit wird der Kassierer von seinem Chef, dem Bankdirektor, gefeuert. Kurz bevor Didier seinen Schalter räumt, taucht vor ihm ein Räuber auf, der mit maliziösem Grinsen den gesamten Kassenbestand einfordert. Didier ist jetzt alles egal, warum soll er sich für eine Bank einsetzen, aus der man ihn soeben schnöde hinausgeworfen hat? Und so gibt der junge Mann dem kleinen Schmalspurganoven mit einem freundlichen Lächeln das Geld aus der von ihm zuletzt betreuten Kasse. Der Räuber, der als „Argumentationshilfe“ eine Pistole mitgebracht hat, packt alle Geldbündel seelenruhig in einen mitgebrachten, kleinen Koffer. Als die Polizei Didier befragt, gibt dieser den Beamten eine vollkommen falsche Beschreibung des Mannes. Didier findet schnell den Namen des Bankräubers, ein gewisser Antoine Vaillant, heraus. Mit einem Trick lockt Didier Antoine aus seiner Wohnung. In Antoines Abwesenheit dringt der gefeuerte Ex-Kassierer in dessen Wohnung ein und holt sich den Handkoffer mit dem geraubten Geld kurzerhand zurück. Es kommt zu einer unangenehmen Begegnung der beiden Langfinger, als der Polizeiinspektor Didier auf der Wache einige Verdächtige gegenüberstellt, darunter auch der sich ängstlich wegduckende Vaillant. Als der bei Didier seinen Koffer sieht, glaubt der Kleingangster seinen Augen nicht zu trauen. Didier weiß, wie viel auf dem Spiel steht und verrät Antoine nicht, da er durch dessen Verhaftung infolgedessen selbst verhaftet werden würde. Und so kommt der Bankräuber frei. Vor dem Revier wartet bereits Antoine auf Didier und versucht hartnäckig, ihm seinen kleinen Koffer wieder abzunehmen. In einem Taxi prügeln sich beide Männer regelrecht um die Tasche. Bald hält sie sogar ein Streifenpolizist an. Um nicht aufzufallen, spielen beide Männer eine Versöhnung vor. Unter einer Pariser Seine-Brücke verständigen sie sich dahingehend – Gaunerehre ist Gaunerehre – das Geld „brüderlich“ zu teilen. Doch siehe da: Im Koffer ist überhaupt kein Geld, lediglich ein Baguette und eine Flasche Rotwein. Des Rätsels Lösung: Der Koffer wurde versehentlich mit dem eines Clochards im Bistro vertauscht, wo Didier sich mit seiner Verlobten Janine Millaud getroffen hatte. Bald wird der Stadtstreicher von drei Gendarmen aufgegriffen und in dem Moment verhaftet, als dieser fassungslos den riesigen Haufen Geld vor sich anstarrt.
Siebte Episode: Du sollst den Sonntag bewahren
Alle Begegnungen des Teufels sind in den vergangenen Episoden erzählt worden, nun aber will er wissen, wie weit wohl der alte Chambard seine Lektion gelernt hat und ob er die Zehn Gebote kennt. Nach dem gemeinsamen Festmahl und beider turbulenter Kindheitserinnerungen soll Jérôme vom Bischof geprüft werden. Doch der Wein, der in Strömen floss, lässt den Gottesmann die Sinne schwinden. Als Chambard eine Schlange auf dem Esszimmerboden kriechen sieht, ergreift er sie mit einer Feuerzange und wirft sie draußen vor der Tür in einen Brunnen. Der Satan ruft ihm wilde Verwünschungen entgegen. Dann heißt es zum Schluss „Le diable est mort“ (der Teufel ist tot).

## Produktionsnotizen
Die Dreharbeiten fanden in der ersten Jahreshälfte 1962 in den Studios von Boulogne-Billancourt (auch einige Außenaufnahmen) statt. Außendrehs führten nach Brügge, Cabourg, ins Département Calvados und an mehrere Lokalitäten in Paris (Juweliergeschäft Van Cleef & Arpels, Place Vendôme, Gare d’Austerlitz, Quai de Valmy, Hôtel George V, Hippodrom von Auteuil, das Théâtre de la Ville sowie der Arc de Triomphe du Carrousel und das Seine-Ufer). Die Uraufführung erfolgte am 14. September 1962, im Koproduktionsland Italien wurde Der Teufel und die Zehn Gebote fünf Tage später in die Kinos gebracht. Deutschland-Premiere war am 9. Oktober 1962.
Ralph Baum übernahm die Produktionsleitung. Die Filmbauten entwarf François de Lamothe. Als Dialogautoren waren beteiligt: Henri Jeanson (Episoden 1, 5 und 7), René Barjavel (Episoden 2, 3 und 4) und Michel Audiard (Episode 6). Co-Komponist Michel Magne übernahm auch die musikalische Leitung. Der 75-jährige Schauspielveteran Gaston Modot war hier letztmals in einem Kinofilm zu sehen.

## Wissenswertes
Die vierte Episode mit Fernandel, der sich als Verrückter für Gott hält, wurde aus der deutschen Kinofassung von 1962, möglicherweise um einen Proteststurm der hiesigen katholischen Kirche zu vermeiden, entfernt. In der überarbeiteten DVD-Fassung, die bereits von der FSK ab 12 Jahren freigegeben wurde, ist diese Episode jedoch vorhanden. In zahlreichen Ländern, in denen der Film anlief, wurden Fassungen mit einer unterschiedlichen Anzahl an Episoden gezeigt.

## Synchronisation
| Rolle                          | Darsteller         | Synchronsprecher   | Synchronsprecher DEFA |
| ------------------------------ | ------------------ | ------------------ | --------------------- |
| Jérôme Chambard                | Michel Simon       | Lambert Hamel      | Heinz Suhr            |
| Monseigneur Hector Trousselier | Lucien Baroux      | Michael Gahr       | Otto Stübler          |
| Micheline Allan                | Micheline Presle   | Edith Schneider    | Sabine Krug           |
| Philip Allan                   | Mel Ferrer         | Klaus Kindler      | Wolfgang Lohse        |
| Georges Beaufort               | Claude Dauphin     | Fred Maire         |                       |
| Denis Mayeux                   | Charles Aznavour   | Joachim Höppner    | Egon Geißler          |
| Garigny                        | Lino Ventura       | Frank Engelhardt   | Dietrich Körner       |
| Polizeiinspektor Louis         | Maurice Biraud     | Peter Thom         |                       |
| Alexandre                      | Henri Vilbert      | Norbert Gastell    |                       |
| Pierre Messager                | Alain Delon        | Ekkehardt Belle    | Ezard Haußmann        |
| Didier Marin                   | Jean-Claude Brialy | Hans-Georg Panczak | Klaus Piontek         |
| Antoine Vaillant               | Louis de Funès     | Mogens von Gadow   | Willi Narloch         |
| Bankdirektor                   | Jean-Paul Molinot  | Norbert Gastell    |                       |
| Clochard                       | Jean Carmet        | Walter Reichelt    |                       |
| Françoise Beaufort             | Françoise Arnoul   |                    | Angelica Domröse      |
| Germaine Messager              | Madeleine Robinson |                    | Ursula Braun          |
| Marcel Messager                | Georges Wilson     |                    | Günter Simon          |
| Polizeiinspektor               | Noël Roquevert     |                    | Otto Dierichs         |
| „Gott“                         | Fernandel          |                    | Wolf Kaiser           |

## Kritiken
Der Spiegel urteilte am 7. November 1962: „Einem modischen Trend im französischen Kinogeschäft folgend, kehrt Altregisseur Julien Duvivier zu einer Filmform zurück, als deren Erfinder er gilt: zum Episodenfilm. Nach ähnlich komponierten Kinostücken … verfertigte er nun ein starbestücktes Sammelwerk optischer Epigramme, die sich als – abwechselnd schwankhafte, sentimentale oder frivole – Interpretationen alttestamentlicher Gesetze erweisen. Die für die ‚Du sollst nicht‘-Episoden gewählte Sketch-Form ermöglichte es Duvivier, so unterschiedliche Schauplätze wie Nonnenkloster, Striptease-Spelunke, Priesterseminar und Polizeirevier sowie so gegensätzliche Figuren wie Bischof und Nackttänzerin in ein einziges Werk zu stopfen. Indes: Weder deftige Dialoge (‚Du sollst nicht stehlen‘) noch pikante Details (‚Du sollst nicht ehebrechen‘) vermögen darüber hinwegzutäuschen, daß Duviviers Einfallsreichtum allmählich ältlicher Betulichkeit weicht. (…) Die sechs Sketche seines neuesten Films verbindet der Teufel, der in Form eines schwatzhaften Reptils fünf Auftritte hat. Eine siebente Episode wurde vom deutschen Verleiher geschnitten: In ihr tritt der Komiker Fernandel als ‚der liebe Gott‘ auf.“
Bei Filmdienst heißt es: „Inszenatorisch unentschlossen, schwankt der Episodenfilm zwischen Eleganz und derb-komischem Tonfall und bietet bei aller Routine nie mehr als anspruchslose Unterhaltung. Die zur Entstehungszeit noch aufsehenerregende Koketterie mit der Verführungskraft sündiger Handlungen hat heute jeden Biß verloren.“
Kinozeit sah in dem Episodenfilm „humorvoll bis satirisch, einzelne schräge Geschichten zu den ethischen Grundlagen des Christentums“ und verortete den „kruden Charme einer sorgfältig inszenierten Komödie“.
US-Kritiker Leonard Maltin fand den Film „zu oft oberflächlich anstatt zynisch“.